# Esteve Vidal Ferrer
Pour les articles homonymes, voir Ferrer.
Esteve Vidal Ferrer, né le 8 avril 1977, est un homme politique andorran. 
Il est membre du parti politique Démocrates pour Andorre.